# Свалявський історичний музей
Свалявський історичний музей — краєзнавчий музей у місті Свалява Мукачівського району Закарпатської області. У музеї зібрані експонати, що розповідають про історію Сваляви та колишнього Свалявського району.
Музей перебуває у підпорядкуванні Свалявської міської ради. 
Відкритий 1970 року. До 2000 року був філіалом Закарпатського краєзнавчого музею. Сучасне приміщення на вулиці Головній, 33, музей отримав у 1997 році.
У Свалявському історичному музеї зібрані понад 1300 експонатів. Експозиція музею має дві частини: історичну та етнографічну. У історичній частині можна побачити архівні матеріали та старі фотографії міста. Етнографічна частина присвячена побутові жителів Сваляви та навколишніх сіл, зокрема, наявна виставка про процес виготовлення тканин та народного одягу. Крім того, в етнографічній частині експонуються предмети народного побуту: знаряддя праці, одяг, взуття. Більшість експонатів належать до XX століття.